# Asia World
Die Asia World Group (Burmesisch: အာရှဓန ကုမ္ပဏီ) ist ein myanmarisches Unternehmen mit Hauptsitz in Rangun. Es gehört zu den wichtigsten Unternehmen des Landes und ist als Konglomerat in verschiedenen Bereichen der Wirtschaft Myanmars tätig. Darunter fallen Aktivitäten in den Bereichen industrielle Entwicklung, Baugewerbe, Immobilienentwicklung, Gastgewerbe, Handel, Telekommunikationsdienste, Einzelhandel, Versicherungen, Produktion, Handel und Vertrieb. Der Konzern unterhält Straßen, Flughäfen und Häfen in ganz Myanmar. Obwohl es sich um eine private Gesellschaft handelt, ist Asia World das bevorzugte Unternehmen für viele strategische Projekte der im Land herrschenden Militärjunta.

## Geschichte
Der Gründer des Unternehmens, Lo Hsing Han (1935–2013), war ein Kokang-Chinese und einer der größten Drogenhändler in Südostasien. Lo handelte im großen Stil mit Heroin und soll die Profite zur Finanzierung seiner geschäftlichen Aktivitäten verwendet haben. Nach seiner Verhaftung in den 1970er Jahren startete er eine neue Laufbahn als Unternehmer und ging dafür eine Allianz mit dem herrschenden Militärregime ein. Er gründete die Asia World Group am 5. Juni 1992 und startete als Immobilienentwickler. Ein wichtiger Partner beim Aufbau des Unternehmens war sein Sohn Steven Law. Asia World war einer der beiden Hauptauftragnehmer (zusammen mit Htoo Group of Companies) für den Bau der neuen Hauptstadt Naypyidaw, einschließlich des National Landmark Garden.
Asia World hat 1998 die Burmastraße, die Myanmar mit China verbindet und große Bedeutung für den Außenhandel des Landes besitzt, asphaltiert und verbreitert. Seit 1998 betreibt das Unternehmen auch Mautstellen auf der Burmastraße. Im Jahr 2000 baute Asia World eine wichtige Straße, die die Hafenstadt Pathein mit dem Badeort Ngwesaung verbindet.
Zwischen 2007 und 2008 war Asia World für ein großes Erweiterungsprojekt am internationalen Flughafen von Rangung verantwortlich. Im Juli 2010 übertrug die Regierung Asia World die Kontrolle über die Passagierdienste am Flughafen Rangun, einschließlich der Erhebung von Abflugsteuern. Das Unternehmen war auch mit Hilfe aus Singapur für den Bau des Flughafens Naypyidaw beteiligt, welcher 2011 eröffnet wurde.
Das Unternehmen hat sich auch mit der China Power Investment Corporation zusammengetan, um umstrittene Dämme (einschließlich des Myitsone-Talsperre) entlang des Irrawaddy im Kachin-Staat zu bauen. In Rangun ist das Unternehmen an Supermärkten, Bürotürmen, Eigentumswohnungen und dem Straßenbau beteiligt. Im Jahr 2011 ging es eine Partnerschaft mit dem Stadtentwicklungskomitee von Rangun ein, um die Strand Road zu modernisieren, eine Hauptverkehrsstraße der Stadt. Das Unternehmen ist außerdem an der Bekleidungsindustrie, der Bierproduktion (Tiger Beer), Papierfabriken, Palmöl und der Infrastrukturentwicklung beteiligt.

## Internationale Sanktionen
Der Gründer des Unternehmens, Lo Hsing Han, war ein bedeutender Drogenhändler mit Verbindungen nach Singapur. Mehrere Tochtergesellschaften der Gruppe befinden sich in Singapur und laufen unter dem Namen von Cecilia Ng (Ng Sor Hong), der Ehefrau von Steven Law, der US-Regierungsbeamte vorwerfen, ein Untergrund-Bankennetz zu betreiben, das den Transport von Drogengeldern von Myanmar nach Singapur unterstützt. Das Unternehmen steht mit der United Wa State Army in Verbindung. Der Konzern wird beschuldigt, Geldwäsche zu betreiben, um seine Aktivitäten und Geschäftsexpansionen zu finanzieren.
Sechs Tochterunternehmen von Asia World, darunter Ahlone Wharves, Asia Light, Asia World Company, Asia World Industries, Asia World Port Management und Leo Express Bus, werden derzeit von der britischen Regierung im Rahmen von Investitionsverboten in Myanmar sanktioniert. Seit 2008 sind Asia World und seine Tochterunternehmen, einschließlich derer in Singapur, Ziel von Sanktionen der Vereinigten Staaten.

## Partnerschaften
Das Unternehmen ist ein Partner des Weltwirtschaftsforums.

## Asia World Foundation
Asia World unterhält die unternehmenseigene Stiftung Asia World Foundation. Diese betreibt nach eigenen Angaben wohltätige Aktivitäten zur Verbesserung der Lebensverhältnisse in Myanmar, mit Fokus auf nachhaltige Entwicklung.